# Al-Khalis
Al-Khalis, antiga Daltawa —en àrab الخالص, al-Ḫāliṣ— és una ciutat de l'Iraq, a la província de Diyala, cap del districte homònim. La població és àrab, amb predomini de musulmans xiïtes. El 1947 tenia uns 10.000 habitants (vint mil a tot el districte); de Daltawa depenien les nàhiyes de Khan Bani Sad i Masuriyya (antiga Dali Abbas). El seu nom antic és probablement una deformació de l'original Dawlatabad.
La vila està regada pel canal del Khalis (derivació per la dreta del riu Diyala) i coberta de palmeres. Encara que la vila és força antiga, no és esmentada per cap escriptor, i només va agafar certa importància al segle xx.
No gaire lluny, al nord-est, es troba la seu de la milícia dels Mujahidins del Poble d'Iran (MPI), lloc conegut com a Camp Ashraf, que va agafar el nom d'Ashraf Rajavi, una presonera política iraniana (després casada amb el cap dels Mujahidins, Masud Rajavi), establert el 1986. Després del 2003 el camp fou posat sota supervisió americana i búlgara. El 2007 més de setanta caps de família i xeics de la zona van signar la pau amb el govern iraquià. L'1 de gener de 2009 el control de Camp Ashraf fou transferit al govern d'Iraq.